# The Slider
The Slider ist das dritte Musikalbum der britischen Glam-Rock-Band T. Rex. Es erschien am 23. Juli 1972 auf dem Höhepunkt ihres Erfolgs.

## Album
Stilistisch stellt The Slider die produktionstechnische Weiterentwicklung des „Electric-Boogie“ vom Vorgängeralbum Electric Warrior hin zum metallischen Glam-Rock dar. Trotz zahlreicher Balladen und langsamer Rock-Titel wirkt das Album durch seinen kompakten, dynamischen und klaren Sound und die Hervorhebung des Schlagzeugs insgesamt härter als die letzte LP und wie aus einem Guss.
In Großbritannien erreichte die LP Platz 4, in Deutschland Platz 7 in den Album-Charts und in den USA war sie mit Platz 17 in den Billboard-Album-Charts der kommerziell größte Erfolg für die Gruppe.
The Slider enthält die beiden britischen Nummer-1-Hits Telegram Sam und Metal Guru, letzterer auch in Deutschland Platz 1. Der Titel Baby Strange war bereits als B-Seite der Single Telegram Sam erschienen.

## Cover
Das schwarz-weiß Cover-Foto, auf dem Marc Bolan mit einem Lederhut auf dem Kopf abgebildet ist, entstand während der Dreharbeiten zum Konzertfilm Born to Boogie (1972) den Ringo Starr drehte. Auf dem Umschlag ist Starr als Urheber des Fotos angegeben, weil Bolan das so wollte. Tatsächlich hat das Bild aber Produzent Tony Visconti geschossen. Auf der Front-Seite steht in großen, roten Lettern „T.REX“, der Albumtitel „THE SLIDER“ in gleicher Weise auf der Rückseite des Covers mit einem Bild aus demselben Foto-Shooting, passenderweise Bolan diesmal von hinten.
In Großbritannien und Deutschland erschien das Album in einem Singlecover. In GB waren die Texte auf dem roten Innersleeve abgedruckt, in Deutschland lag die Textbeilage als rotes Extrablatt bei. In USA und Kanada erschien das Album als Klappcover, wo die Texte im Inneren abgedruckt wurden.

## Rezension
Steve Huey im All Music Guide schrieb in seinem Album-Review: „It’s nearly impossible not to get caught up in the irresistible rush of melodies […]; even if it treads largely the same ground as Electric Warrior, The Slider is flawlessly executed, and every bit the classic that its predecessor is.“ („Es ist nahezu unmöglich, sich nicht von diesem Ansturm von Melodien erwischen zu lassen […]; auch wenn das Album im Großen und Ganzen die gleichen Muster wie Electric Warrior aufweist, The Slider ist eine makellose Darbietung und genauso ein Klassiker wie sein Vorgänger.“)

## Titelliste
Alle Titel wurden von Marc Bolan geschrieben.
1. Metal Guru – 2:22
2. Mystic Lady – 3:12
3. Rock On – 3:26
4. The Slider – 3:18
5. Baby Boomerang – 2:16
6. Spaceball Ricochet – 3:36
7. Buick Mackane – 3:29
8. Telegram Sam – 3:44
9. Rabbit Fighter – 3:56
10. Baby Strange – 3:03
11. Ballrooms of Mars – 4:07
12. Chariot Choogle – 2:43
13. Main Man – 4:14

## CD-Veröffentlichungen

### The Slider – Extended Play
Neben der originalen Titelliste enthalten viele CD-Veröffentlichungen – z. B. auf Edsel Records (1994), Megaphon Importservice und Sony BMG (beide 2005) – noch die B-Seiten der beiden Singles Telegram Sam und Metal Guru als Bonus-Titel:
1. Cadillac – 3:51
2. Thunderwing – 3:46
3. Lady – 2:12

(Der Titel Cadillac wird häufig auch Cadilac geschrieben, wie auf dem EMI-Label der britischen Originalsingle.)

### Rabbit Fighter (The Alternate Slider)
Die 1995 auf Edsel Records erschienene CD enthält insgesamt 15 Titel, davon 14 alternative Versionen verschiedener Songs aus dem Original-Album, sowie des nur in Großbritannien als B-Seite der Single Children of the Revolution erschienenen Titels Sunken Rags.

### Deluxe Edition
2005 erschien auf dem Import Label (Megaphon Importservice) bzw. Demon (Soulfood Music) die „Deluxe Edition“ in Form einer Doppel-CD:
- Disk 1 ist identisch mit den um 3 Bonus-Titel erweiterten CD-Ausgaben.
- Disk 2 entspricht der Zusammenstellung, die unter dem Namen Rabbit Fighter (The Alternate Slider) bekannt ist.

Alle Titel wurden von Marc Bolan geschrieben.